# Santa Maria delle Grazie alle Fornaci

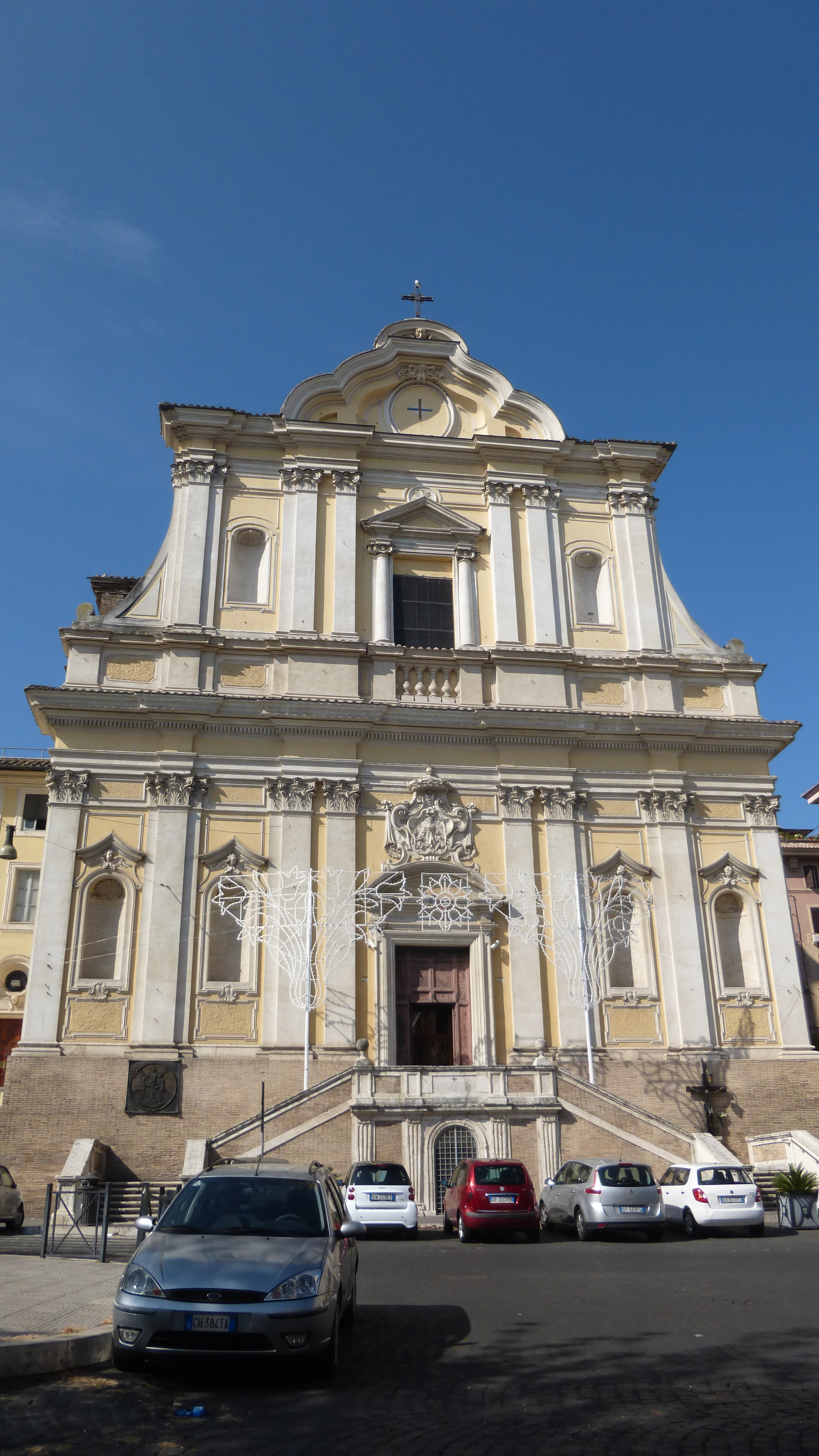
Vista da igreja.

Santa Maria delle Grazie alle Fornaci é uma igreja titular de Roma localizada na Piazza di Santa Maria alle Fornaci, 30, no quartiere Aurelio, logo ao sul da Cidade do Vaticano. É dedicada a Nossa Senhora das Graças. O cardeal-diácono protetor do título cardinalício de Nossa Senhora das Graças na Fornaci fuori Porta Cavalleggeri é Mario Zenari, núncio apostólico na Síria.

## História

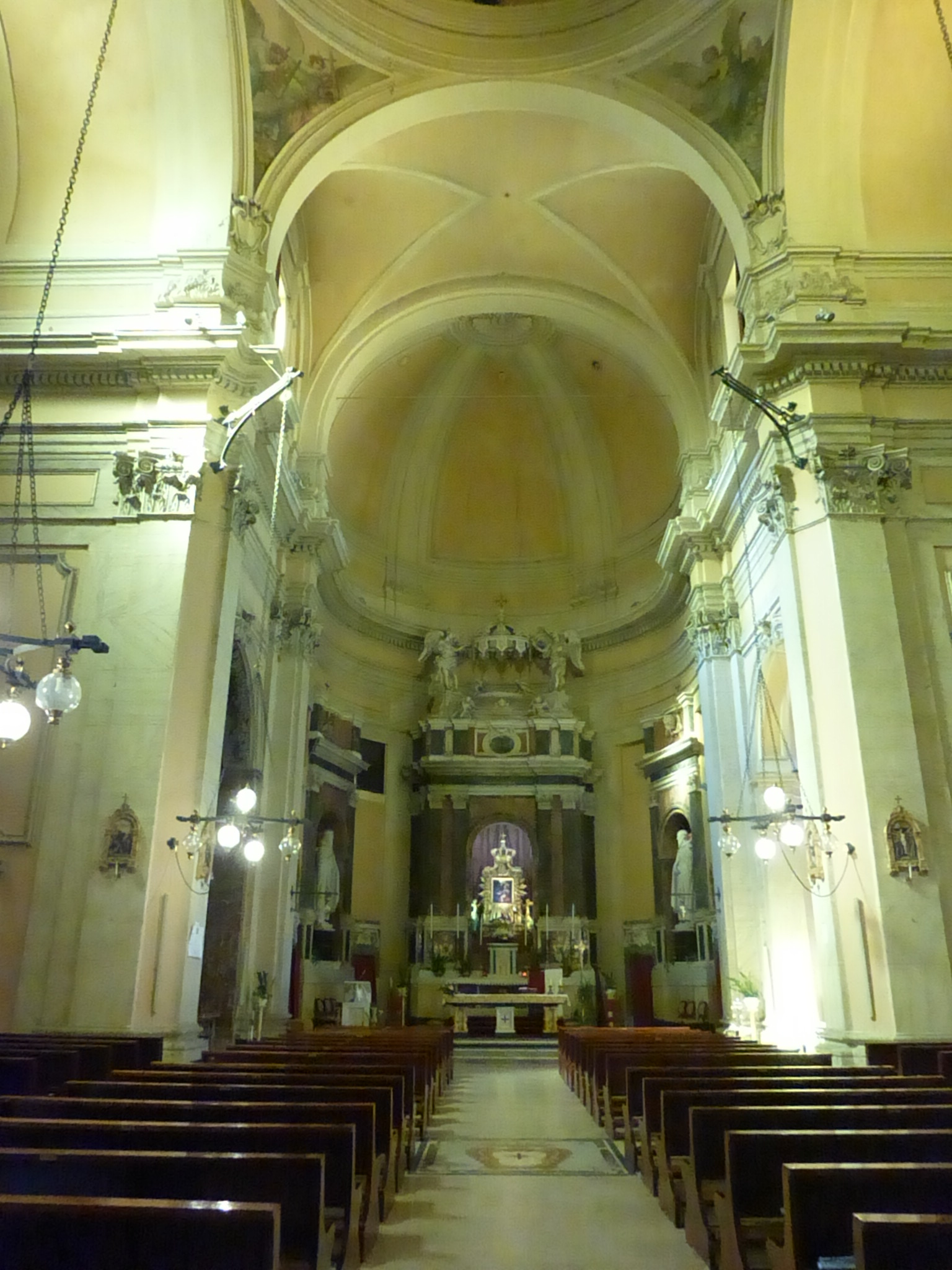
Vista do interior.

Esta igreja foi originalmente fundada no século XIV e servia a um pequeno subúrbio de Roma que se tornou um importante local de preparação dos materiais de construção da nova Basílica de São Pedro. O nome "Fornaci" é uma referência os fornos de cal utilizados para fazer tijolos a partir do mármore saqueado das antigas ruínas romanas. 
No final do século XVII, a igreja foi reconstruída por Francesco Multò com base num projeto de Andrea Pozzopara os Trinitários Descalços (uma congregação reformada da Ordem da Santíssima Trindade), cujo mosteiro ficava nas imediações; em 1720, Filippo Raguzzini acrescentou a fachada. 
A paróquia da qual ela é sede foi instituída pelo cardeal-vigário Placido Zurla em 15 de julho de 1828 através do decreto "Utendo facultatibus", mas as responsabilidades paroquiais só passaram para a igreja em 1850 porque a igreja de Sant'Angelo alle Fornaci havia sido recém-destruída durante os combates para suprimir a República Romana (1849). Na mesma época, ela passou por uma extensiva reforma comandada por Andrea Busiri Vici. Um campanário em estilo barroco foi acrescentado na década de 1950.
Em 1985, o papa São João Paulo II a elevou a sede do título cardinalício de Nossa Senhora das Graças na Fornaci fuori Porta Cavalleggeri, cujo nome é uma referência à antiga Porta Cavalleggeri da Muralha do Vaticano, que fica bem próxima.
Os trinitários permaneceram no comando da paróquia e ainda estão no local.

## Descrição

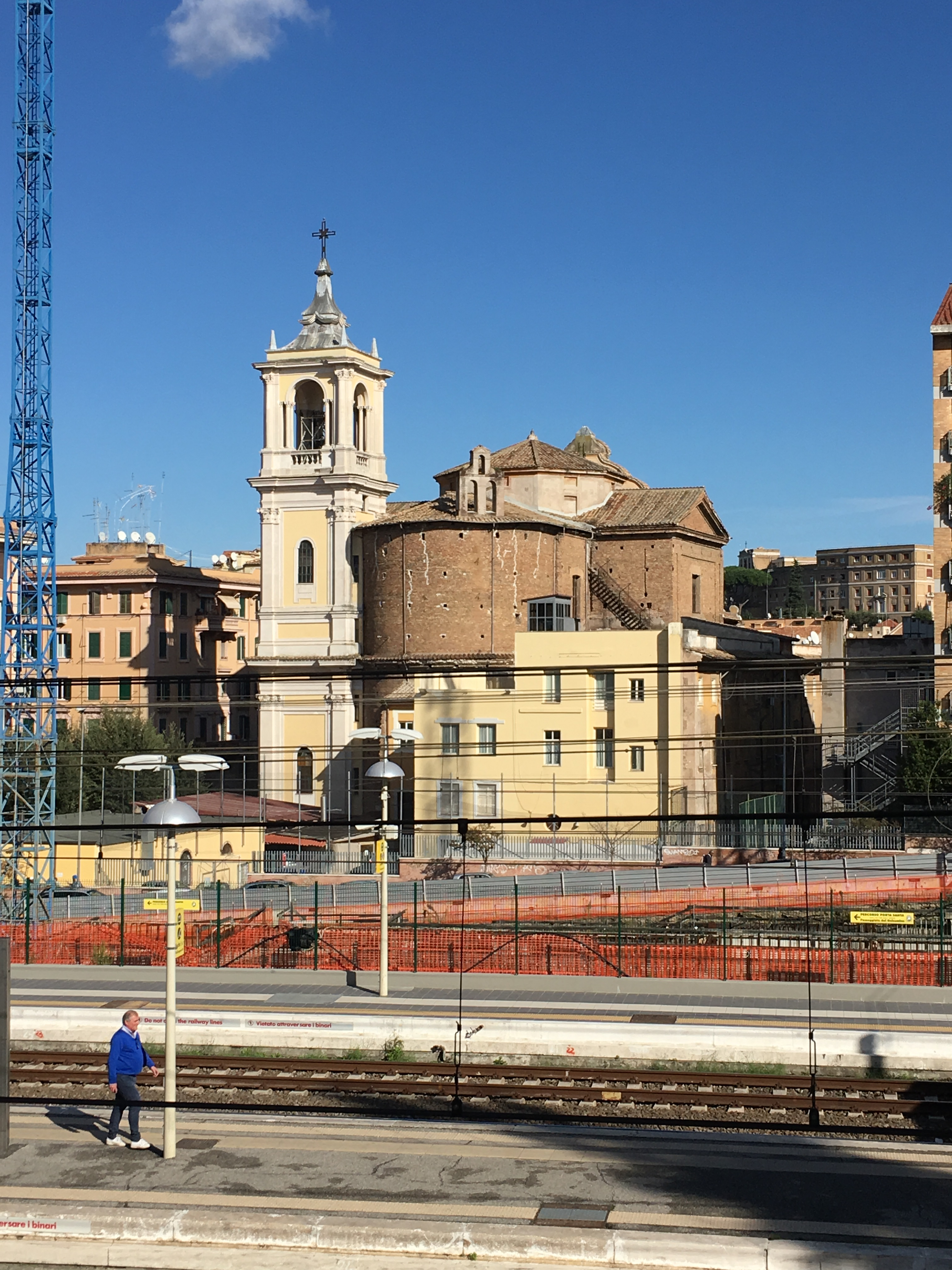
Vista do fundo e do campanário.

### Exterior
A planta da igreja é baseada no formato de uma cruz grega, com uma nave bastante curta e dois transeptos de mesmo tamanho. O presbitério termina numa abside semicircular. Acima do cruzeiro está uma cúpula bastante baixa assentada sobre um tambor octogonal que jamais foi completada e acabou sendo tampada por oito seções inclinadas telhadas que se juntam no topo (que não tem uma lanterna). Os demais telhados da igreja também são inclinados e as paredes são de tijolos.
A fachada de dois andares é falsa, pois é substancialmente mais alta que a nave que está atrás. Nela se destacam oito pilastras coríntias, sendo os dois pares interiores flanqueando a porta de entrada são duplas. Esta entrada é encimada por um frontão segmentado coroado por um brasão em estuque representando um anjo; entre as pilastras estão dois pares de nichos de topo curvo coroado por frontões triangulares. O andar mais alto tem uma janela com um frontão triangular flanqueada por seis pilastras (as interiores duplas também); acima de todo o conjunto está outro frontão triangular de arestas curvilíneas.
Um campanário foi construído do lado direito da abside na década de 1950, uma torre quadrada em estilo barroco pintada de amarelo claro com detalhes em branco. As aberturas para os sinos são balaustradas e o topo tem o formato de um pagode duplo em chumbo.

### Interior
A decoração no interior é mais sóbria, majoritariamente em amarelo claro com detalhes em branco. O altar-mor na abside tem uma edícula em mármore multicolorido e a peça-de-altar é um venerado ícone de Nossa Senhora das Graças de Gilles Halet.
O primeiro altar à direita abriga uma estátua em estuque de Giovanni Battista Maini e pinturas laterais de Francesco Scaramucci. A segunda ostenta uma "Santíssima Trindade com Santos da Ordem dos Trinitários Reformados", do artista napolitano Onofrio Avellino. A terceira é dedicada a São João de Matha, um dos fundadores da ordem, e a peça-de-altar representa Francesco Fusi.
A capela da esquerda tem uma peça-de-altar da "Sagrada Família" de Giuseppe Chiari e pinturas laterais de Niccola Ricciolini à direita e Pietro Bianchi à esquerda. Dois afrescos no formato de pequenas lunetas são de Marco Benefial e mostram cenas da vida de São João Batista. Os afrescos da cúpula são de Pietro da Pietri.